# ザカフカーズ軍管区
ザカフカーズ軍管区はソビエト連邦地上軍の軍管区。軍編成としての歴史は1921年5月のアルメニア、アゼルバイジャン、グルジアのソビエトへの編入から始まっている。1990年代初期のソビエト連邦の崩壊後解散され、各国の軍集団として再編された。
もともと、赤軍の独立カフカース軍から、赤旗カフカース軍が1923年8月に編成され、1935年5月17日にザカフカーズ軍管区に再編された。グルジア、アルメニア、アゼルバイジャンの国家内編成と第11ソビエト赤軍の部隊はこの時すべて軍管区に編入された。
1936年、軍管区の編成と部隊は国家規模の付番規定による指定を受け、グルジアSSRの中央執行委員会に因む第9(旧第1コーカサス)山岳狙撃師団、第20(旧第3コーカサス)山岳狙撃師団、スターリンに因む第47(旧第1)グルジア山岳狙撃師団、ミハイル・フルンゼに因む第63(旧第2)グルジア山岳狙撃師団、Comrade Voroshilovに因む第76アルメニア山岳狙撃師団、グリゴリー・オルジョニキーゼに因む第77アゼルバイジャン山岳狙撃師団から構成された。
1941年6月22日、軍管区は第3狙撃軍団(第4、第20、第47狙撃師団)、第23狙撃軍団(第136、第138狙撃師団)、第40狙撃軍団(第9、第31狙撃師団)、第28機械化軍団(第6、第54戦車師団、第236自動車化師団)、直接指揮下の5個師団(第62、第76、第77狙撃師団、第17山岳騎兵師団、第24砲兵師団)、および要塞化地域3か所を保有していた。
第2次世界大戦中、ザカフカーズ戦線となり、戦後ふたたびザカフカーズ軍管区(ZakVO)に戻され、本拠地はトビリシに置かれた。1979年、スコット&スコットは軍管区の軍司令部の住所を、Tbilisi-4, Ulitsa Dzneladze, Dom 46と報告した。1970年代後半から1980年代初期にかけて、軍管区は北カフカース軍管区、トルキスタン軍管区、などとバクーに拠点を構える南部管区の一部となった。

## 1945年以降の司令官
- 大将イワン・マスレニコフ (1946年 – 1947年)
- ソ連邦元帥フョードル・トルブーヒン (1947年 – 1949年)
- 大将アレクセイ・アントーノフ (1950年 – 1954年)
- 大将イワン・フェジュニンスキー (1954年 – 1957年)、1955年8月8日から上級大将
- ソ連邦元帥コンスタンチン・ロコソフスキー (1957年)
- 大将クズマ・ガリツキー（英語版） (1958年 – 1961年)
- 大将Stuchenko, Andrei Trofimovich (1961年 – 1968年)、1964年4月13日から上級大将
- 上級大将セミョーン・クルコトキン (1968年 – 1971年)
- 上級大将Melnikov, Paul V. (1971年10月 – 1978年)
- 上級大将Koulishev O.F. (1978年 – 1983年8月)
- 上級大将Arkhipov, Vladimir Mikhailovich (1983年8月 – 1985年7月)
- 大将Kochetov, Konstantin Alekseevich (1985年7月 – 1988年5月)、1988年4月28日から上級大将
- 上級大将イーゴリ・ロジオノフ (1988年5月 – 1989年8月)
- 上級大将Patrikeev Valery Anisimovich (1989年8月 – 1992年9月26日)

## 1980年代後半の軍事力
1980年代後半、管区内の配置は以下のようであった。
- ВДВ第104親衛空挺師団 (キロヴァバド)
- 第171親衛地区訓練センター（英語版） (トビリシ)
- 第7親衛軍（英語版）、(アルメニアSSRエレバン)
  - 第15自動車化狙撃師団 (キロヴァカン)
  - 第75自動車化狙撃師団 (ナヒチェヴァン) (地理的に近かったため第7親衛軍の一部)
  - 第127自動車化狙撃師団 (レニナカン) (現在の第102軍事基地)
  - 第164自動車化狙撃師団 (エレバン)

- 第4軍（英語版）、(アゼルバイジャンSSRバクー)
  - 第23自動車化狙撃師団 (キロヴァバド)
    - 第366自動車化狙撃連隊 (ステパナケルト)
    - その他の連隊

  - 第60自動車化狙撃連隊 (ランカラン)
  - 第216自動車化狙撃連隊
  - 第295自動車化狙撃連隊 (バクー)

- 第9軍 (現第31軍団) (グルジア・ソビエト社会主義共和国クタイシ)
  - 第10親衛自動車化狙撃師団（英語版）、(アハルツィヘ)
  - 第145自動車化狙撃師団（英語版）、(アジャリア自治共和国バトゥミ)
  - 第147自動車化狙撃師団 (アハルツィヘ)
  - 第152自動車化狙撃師団 (クタイシ)

ソビエト空軍は地区内に第34空軍を置いていた。第36爆撃機師団と第283戦闘機師団の2個航空師団と6個独立飛行連隊から構成され、合計で12個飛行連隊からなった。
軍の編成は以下のようであった。
- 第80独立Shturmovaya航空連隊 – (シタルチャイ（英語版）) Su-25
- 第188独立戦闘機連隊 – (シラキ(Шираки)) Su-17 (?)
- 第313独立偵察連隊 'ベルリン赤旗勲章・クトゥーゾフ勲章' (バジアニ) Su-17R (93 paп)
- 第325独立輸送ヘリ連隊 – (ツルキーゼ（英語版）) Mi-8T、Mi-6
- 第793独立輸送ヘリ連隊 – (テラヴィ) Mi-8T、Mi-6
- 第882独立偵察連隊 – (ドラー（英語版）) Su-24МR、MiG-25RB
- 第36爆撃機師団 – (大シラキ (Шираки))
  - 第34爆撃機連隊 'Ташкентский 赤旗勲章・クトゥーゾフ勲章' (キロヴァバド) Su-24 (34 бап)
  - 第143爆撃機連隊 – (Kopitnari) Su-24М
  - 第976爆撃機連隊 Инстербургский (キュルミダル（英語版）) Su-24、Su-17 (976 иап)
- 第283戦闘機師団 'Камышинская 赤旗勲章' (バジアニ（英語版）) (283инад) (в/ч 06941)
  - 第176戦闘機連隊 'ベルリン赤旗勲章' (ツハカヤ) MiG-29 (176 иап) (в/ч 42080)
  - 第841親衛戦闘機連隊 'バラノヴィチスク 赤旗、スヴォーロフ勲章' (マハラゼ) Su-17 (30 гв. иап 1945)
  - 第982戦闘機連隊 – バジアニ軍事基地（英語版） (ルスタヴィ) МiG-23MLD (982 FAR 1945) (в/ч 40501)
  - 第529戦闘機連隊 – Bombora Airfield (グダウタ) Yak-28P (в/ч 74545)[6]

ソビエト防空軍はこの軍管区に防空軍第19軍を配置していた。

## ザカフカーズ軍集団

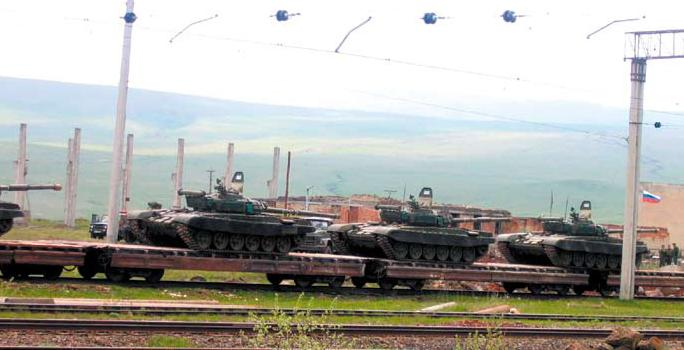
ロシア兵は2007年にグルジアから撤退した

1992年3月19日、ロシア大統領のUkaz No.260によってザカフカーズ軍管区とカスピ小艦隊はロシア連邦の管轄となり、1993年1月1日、軍管区はザカフカーズロシア軍集団(ロシア語: Группа российских войск в Закавказье、ГРВЗ、GRVZ)となった。上記の師団の多くが解散・以前の構成共和国の陸軍の一部になった後、1990年代中盤、ГРВЗの配置は以下のようになった
- 拠点 トビリシ
- 第12軍事基地（英語版）、グルジア、アジャリア、バトゥミ。
- 第62軍事基地、グルジア、サムツヘ・ジャバヘチ州、アハルカラキ。旧147自動車化狙撃師団、1999年10月時点で1964人が働いており、主力戦車41両、歩兵戦闘車両・装甲車114両、軍用車両46両、自走榴弾砲61両、ポンツーン架橋戦車2両。基地には第409、第412自動車化狙撃連隊、第817砲兵連隊、第889通信大隊、第65砲兵支隊が駐屯していた。
- 第102軍事基地、アルメニア、ギュムリ
- 第137軍事基地、バジアニ軍事基地（英語版）、グルジア(前第171親衛地区訓練センター) 1999年10月時点で、第405自動車化連隊に773人、主力戦車31両、歩兵戦闘車・装甲車70両、自走砲16両、ポンツーン架橋戦車1両であり、第566通信大隊に193人、移動無線局P-145BMを5機、第311独立ヘリ中隊に161人、Mi-24攻撃ヘリが5機、Mi-8MT輸送ヘリが5機あった。第405自動車化狙撃連隊はクタイシにいた第10親衛自動車化狙撃師団に吸収された。
- 第142戦車修理工場、トビリシ。1999年10月時点で、20人、主力戦車(T-72)28両、歩兵戦闘車・装甲車103両、自走榴弾砲2S32両が配置されていた[9]。
- Khelvachauri軍事倉庫、アジャリア。1999年10月時点で56人、29両の歩兵戦闘車(BMP-15両、BMP-224両など)が保管されている。
- 他の小規模編成と部隊には独立ヘリ中隊などがあった。

以前モスクワ軍管区の第20軍の副司令官であったAleksander Studenikin少将が、2004年には軍集団を指揮しており、副官はアンドレイ・ポポフであった。
バジアニのロシア軍は1990年代後半から撤退し始め、2005年に2007年から08年にかけて第12基地と第62基地の撤退の合意が行われた。アハルカラキの第62軍事基地は2007年6月27日に公式に移動した。バトゥミにある旧ソ連第89タマニャン狙撃師団の第12軍事基地は当初2008年2月に移転を計画していたが、2007年11月13日にスケジュールより早く移転した。なおムツヘタにある旧軍管区本部のズヴェズダ指揮所は2005年の9月に引き渡されている。2006年に起きたグルジア・ロシア間のスパイ論争によって、トランスカフカース軍集団のトビリシ本部は予定より早く閉鎖され、287人のロシア人兵は2006年12月31日にグルジアを離れた。これらによってザカフカース軍集団の大半の戦力はロシア側に撤退した。
一方でザカフカーズ軍集団が撤退した後も、ロシア兵はアブハジアや南オセチアで平和維持軍として維持された。アブハジア・グルジア国境では国際連合グルジア監視団と共に1600人が、南オセチア・グルジア国境には大隊規模の兵力がおかれている。ロシア当局によると、グダウタ軍事基地は現在も平和維持軍に利用されているとされるが、基地は国際社会の監視が許可されていない。オセチア紛争では駐屯するロシア兵が攻撃されたために軍の増派を行っている。

## 註
1. ↑  A.G. Lenskii (А. Г. Ленский), Сухопутные силы РККА в предвоенные годы. Справочник. — Санкт-Петербург Б&К, 2000, p.151-2
2. ↑  Orbat.com/Niehorster, Administrative Order of Battle, Transcaucasus Military District, 22 June 1941
3. ↑  William E Odom, The Collapse of the Soviet Military, Yale University Press, 1998, p.29
4. ↑  V.I. Feskov, K.A. Kalashnikov, V.I. Golikov, The Soviet Army in the Years of the Cold War 1945–91, Tomsk University Publishing House, Tomsk, 2004
5. 1 2  Feskov, V.I.; K.A. Kalashnikov, V.I. Golikov. (2004). The Soviet Army in the Years of the 'Cold War' (1945–1991). Tomsk: Tomsk University Press. p. 144. ISBN 5-7511-1819-7
6. ↑   による
7. ↑  Указ Президента РФ от 19.03.1992 № 260 «О переходе Закавказского военного округа и Каспийской флотилии Военно-морского флота временно под юрисдикцию Российской Федерации»
8. ↑  http://www.mihai-gribincea.com/publications/Gribincea%20-%20Military%20Bases.pdf
9. ↑  Army and Society in Georgia October 1999
10. ↑  Nino Kopaleishvili, ‘Bomb Injures Russian Military Official’, Tbilisi Messenger, 8 April 2004, p.5
11. ↑  Russia Transfers Akhalkalaki Military Base to Georgia. Civil Georgia. 27 June 2007. Retrieved 29 June 2007.
12. ↑  ‘Zvezda has been transferred to Georgia’, Georgian MOD website, www.mod.gov.ge/?=E&id=10, accessed 29 October 2005.
13. ↑  Russia to withdraw Tbilisi garrison early – minister, RIA Novosti, 10 October 2006